# Wonosari (Tutur)
Wonosari is een bestuurslaag in het regentschap Pasuruan van de provincie Oost-Java, Indonesië. Wonosari telt 5781 inwoners (volkstelling 2010).